# Thomas Heywood

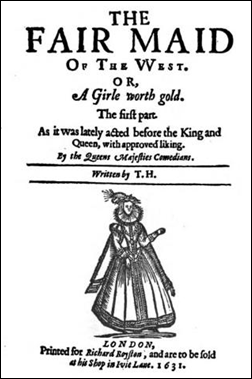
The Fair Maid of the West

Thomas Heywood (Lincolnshire, 1573 – Clerkenwell, 16 agosto 1641) è stato un drammaturgo inglese.

## Biografia
Sono molto scarse le notizie biografiche su Heywood, così come sono andate perdute tutte le sue opere giovanili.
Se in vita i suoi lavori non gli procurarono successo e popolarità, con il passare del tempo fu rivalutato e accostato spesso a Shakespeare.
Fu autore di The Four Prentises of London (1592) e di The Wise Woman of Hogsdon (1638), ma la sua più celebre e commovente commedia è A Woman Killed with Kindness (1603), ritenuta un capolavoro. Questa commedia fu incentrata su una storia borghese, realizzando una novità assoluta nel panorama teatrale inglese. Il titolo dell'opera deriva da una frase scritta nella commedia La bisbetica domata di William Shakespeare.
Scrisse inoltre la tragedia The English Traveller (1633).